# Яннік Трамбле
Яннік Трамбле (фр. Yannick Tremblay; 15 листопада 1975, м. Пойнт-о-Трембле, Канада) — канадський хокеїст, захисник.

## Кар'єра
Почав свою кар'єру у клубі «Бопор Гарфенгс» (QMJHL). У Драфті НХЛ 1995 року, обраний під 145 номером у шостому раунді клубом НХЛ «Торонто Мейпл-Ліфс». Два сезони відіграв за фарм-клуб «Сент-Джонс Мейпл-Ліфс» (АХЛ). Перші п'ять матчів у НХЛ провів у сезоні 1996/97. Загалом за «Торонто Мейпл-Ліфс» провів 73 гри, набрав 15 очок (4 + 11).
У складі клубу «Атланта Трешерс» виступав більш регулярно, за п'ять сезонів провів 300 матчів, набрав 107 очок (33 + 74).
Два сезони (2004—2006) провів у Європі, виступаючи за клуб «Адлер Мангейм», провівши після цього один сезон у НХЛ (виступав за «Ванкувер Канакс» — дванадцять матчів), знову повернувся до європейського клубу ХК «Луґано» у складі якого відіграв один сезон. Ще по одному сезону провів у складі «Штраубінг Тайгерс» (2009/10) та ХК «Грац 99-ерс» (Австрійська хокейна ліга) (2010/11).

## Кар'єра (збірна)
У складі національної збірної брав участь у чемпіонаті світу 2000 року, провів дев'ять матчів, набрав два очка (1 + 1).